# Vygantas Čekaitis
Vygantas Čekaitis (en ruso: Вигантас Чакайтис; 28 de marzo de 1961-22 de junio de 2008) fue un deportista lituano que compitió para la Unión Soviética en piragüismo en la modalidad de aguas tranquilas. Ganó dos medallas en el Campeonato Mundial de Piragüismo de 1981, en las pruebas de C2 500 m y C2 1000 m.

## Palmarés internacional
| Representando a la URSS |                          |                   |           |
| Campeonato Mundial      |                          |                   |           |
| Año                     | Lugar                    | Medalla           | Evento    |
| 1981                    | Nottingham (Reino Unido) | Medalla de plata  | C2 500 m  |
| 1981                    | Nottingham (Reino Unido) | Medalla de bronce | C2 1000 m |